# ノマドワーカー
ノマドワーカーは、ノートパソコン、スマートフォン、タブレット端末などを使い、Wi-Fi環境のある喫茶店やコワーキングスペースなど、通常のオフィス以外のさまざまな場所で仕事をする人を指す日本語の表現。また、そのような働き方を、「ノマドワーク」という。英語ではデジタルノマドと呼ばれる。

## 概説
英語で「遊牧民」を意味する「ノマド」と、「働く人」を意味する「ワーカー」を組み合わせた言葉である。
「ノマドワーカー」も「ノマドワーク」も、2010年（平成22年）の時点で使われていた表現であるが、「ノマドワーカーの先駆者」と評された安藤美冬の活動が知られるようになり、ブログの広告収入で生活するようになった経験を綴った立花岳志の著書『ノマドワーカーという生き方』が出版された2012年（平成24年）ころから、広く用いられるようになった。
ノマドワーカーが働く場としては、しばしば代表的な例として言及されるスターバックスなど、通常の喫茶店の他、そうした客向けに特化した店や、公共図書館などがある。また、ノマドワーカーが注目されるようになると、その受け皿として、各地で電源やWi-Fi環境などを整備したコワーキングスペースを設ける動きも出始めた。

## デジタルノマドの誘致
日本国政府による訪日外国人旅行者（インバウンド）を増加させる政策の一環で、日本で仕事と休暇を両立するワーケーションを招致すべくデジタルノマドに特化した査証（ビザ）の発給を開始した。
就労観光ビザの発給開始をうけ、観光庁もデジタルノマドが東京一極集中のように都市部に集まるのでなく、地方にも分散することを奨励し、「地域におけるデジタルノマドの誘客に向けたモデル実証事業」おモデル地域公募を開始した。

## ドヤラー
関連する表現として、「得意げにノートパソコンを持ち歩く人」、あるいは、「スターバックスコーヒーで米アップルのノートパソコン「MacBook Air (MBA)」を得意顔で操る人」を意味する「ドヤラー」がある。
評論家の荷宮和子は、ノマドワーカーを「オフィスから離れ、スタバあたりでノートパソコンを広げて、『ドヤ顔』しながら仕事する人たち」「モバイルが普及した時代ならではの、遊牧民的労働者」と表現している。
おしゃれな喫茶店でドヤ顔でノートパソコンを開く行為を「ドヤ顔」から変化して「ドヤラー」、「テザリング」と合わせて「ドヤリング」という表現も2010年代から生まれている。しかし、「意識高い系」の代表的な例として揶揄している意味合いもある。